# 都市固體廢物

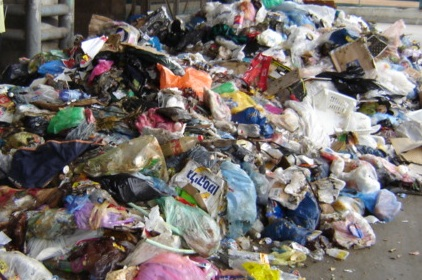
以色列的都市固體廢物

都市固體廢物（英語：Municipal solid waste）、固體廢物污染是指一個城市日常產生的各種垃圾，不能排入水体的废物和不能排入大气物质。來源包括家居（譬如住宅及公眾地方）、商業（譬如舖頭、食肆、酒店同寫字樓）和工業（譬如工廠）三大類。这类廢物處理方法包括運去垃圾焚化爐、垃圾堆填區，也可以回收循環再造。